# ザ・リング/リバース
『ザ・リング/リバース』（原題：Rings）は、2017年制作のアメリカ合衆国のホラー映画。
ジャパニーズ・ホラーの傑作「リング」をハリウッド・リメイクした『ザ・リング』シリーズの第3作目であるが、世界観が共通していた前2作とは登場人物や世界観が異なっている。
原作者の鈴木光司は、「これぞ原点回帰。ハリウッドで作られたリングシリーズ史上、もっとも原作に忠実で、もっとも怖い。驚いた。」と太鼓判を押している。

## あらすじ
「見ると必ず7日後に死ぬ」といわれる呪いのビデオを見てしまったジュリアは、呪いの連鎖を断ち切るため、恋人のホルトと共に呪いのビデオの謎を調べる。
やがて、2人は1人の少女の存在に行き着くが、それは更なる恐怖の始まりだった。

## キャスト
- ジュリア：マチルダ・ルッツ
- ホルト：アレックス・ロー
- ガブリエル：ジョニー・ガレッキ
- バーク：ヴィンセント・ドノフリオ
- サマラ：ボニー・モーガン
- スカイ：エイミー・ティーガーデン
- カーター：ザック・ローリグ

## 製作
2014年7月、パラマウント・ピクチャーズは『ザ・リング』シリーズの新作『The Ring 3D』の製作を進めていると発表した。8月、パラマウントはデヴィッド・ルーカとジェイコブ・アーロン・エステスが執筆した脚本のリライトをアキヴァ・ゴールズマンに依頼したと報じられた。11月、グティエレス監督は自身のInstagramで本作のタイトルが『Rings』に変更されることになったと報告した。2015年1月16日、マチルダ・ルッツが本作で主演を務めることになったと報じられた。3月20日、アレックス・ロウが起用されることになったとの報道があった。27日、エイミー・ティーガーデンがキャスティングされたと報じられた。4月1日、ジョニー・ガレッキの出演が決まった。
本作の主要撮影は2015年3月23日にアトランタで始まり、同年5月31日に終了した。2016年7月には再撮影が行われた。
サマラの「蜘蛛歩き」と呼ばれる四つん這いで、手（肩）よりも足が前に出る股関節が外れたような人間では考えられないような不気味な動きはCGではなく、実際にサマラを演じたボニー・モーガンが行なっている。ボニーは元々体操選手であり、曲芸師・スタントマンであるため、このような動きには慣れており、レッドカーペットでもミニスカートとヒールで楽々と笑顔を見せながら同じ姿を披露した。実際のボニーは黒髪ではなく赤毛で天然パーマがかかっている。リング2でもスタントマンを演じているが、公開前にボニーは世界的に有名なサーカスのオーディションに合格し、彼女の名前の使用権はサーカスにあったため、名前がクレジットされなかった。

## 公開
パラマウント・ピクチャーズは本作を2015年11月13日に全米公開する予定だったが、同年9月に公開スケジュールから本作を引き上げた。10月、パラマウントは本作を2016年4月1日に全米公開すると発表した。しかし、2016年2月17日、パラマウントは本作の全米公開日を『パラノーマル・アクティビティ5』の全米公開日（2016年10月28日）と入れ替えると発表した。9月22日、『ウィジャ ビギニング 〜呪い襲い殺す〜』との競合を避けるために、本作の全米公開日が2017年2月3日に延期されるとの報道があった。

## マーケティング
2016年8月24日、本作のファースト・トレイラーが公開された。2017年1月5日にはセカンド・トレイラーが公開された。24日、パラマウント・ピクチャーズはFacebookで「電器店にやってきた客が、テレビから出てくるサマラに仰天する姿を写したドッキリ動画」を公開した。その動画は公開初日だけでのべ200万回以上視聴された。

## 興行収入
本作は『キミとボクの距離』や『The Comedian』と同じ週に公開され、公開初週末に1200万ドルから1400万ドルを稼ぎ出すと予想されており、その予想は的中した。2017年2月3日、本作は全米2931館で封切られ、公開初週末に1300万ドルを稼ぎ出し、週末興行収入ランキング初登場2位となった。
なお、「本作の興行収入が伸び悩んだことが原因で、パラマウント・ピクチャーズが『13日の金曜日』のリブートを取りやめた」という風評が流れた。

## 評価
本作は批評家から酷評されている。映画批評集積サイトのRotten Tomatoesには99件のレビューがあり、批評家支持率は7%、平均点は10点満点で3.2点となっている。サイト側による批評家の見解の要約は「『ザ・リング/リバース』は長年のファンにはそれなりのスリルを味わわせてくれるかもしれない。しかし、そうではない人々にとっては、過去作品の焼き直しに過ぎず、ぐだぐだしたストーリーが永遠に続くかのように感じるかもしれない。」となっている。また、Metacriticには23件のレビューがあり、加重平均値は25/100となっている。なお、本作のCinemaScoreはC-となっている。

## 続編の可能性
2016年4月に開催されたコミコンにおいて、パラマウントの副社長であるロブ・ムーアは「『ザ・リング/リバース』が興行的に成功したなら、年に1回のペースで続編が製作されることでしょう。それはかつての『パラノーマル・アクティビティ』シリーズの地位を占めるでしょう。」と語った。しかし、同年9月にムーアがパラマウントを退社したため、シリーズの今後の展開に暗雲が立ちこめた。2017年2月、ムーアの後任となったメーガン・コリガンは「続編が作られるか否かは、時間が教えてくれることでしょう」と語った。しかし、11月にはコリガンもパラマウントを退社することになったため、現段階で続編が製作される見通しが立っていない。